# Holma (spinnengeslacht)
Holma is een geslacht van spinnen uit de familie hangmatspinnen (Linyphiidae).

## Soorten
De volgende soorten zijn bij het geslacht ingedeeld:
- Holma bispicata Locket, 1974